# Просічний (струмок)
Просічний — струмок  в Україні, у  Верховинському районі Івано-Франківської області, правий доплив  Річки (басейн Дунаю).

## Опис
Довжина струмка приблизно  6 км. Формується з багатьох безіменних струмків.  

## Розташування
Бере  початок біля села Голови. Тече переважно на північний схід понад Чорною Річкою і на східній околиці Замагори впадає у Річку, праву притоку Чорного Черемоша.